# Tivat (município)
Tivat é um município de Montenegro. Sua capital é a vila de Tivat.

## Principais localidades
- Tivat - Capital
- Lepetani
- Radovici

## Demografia
De acordo com o censo de 2003 a população do município era composta de:
- Sérvios (35.10%)
- Montenegrinos (29.49%)
- Croatas (19,73%)
- Muçulmanos por nacionalidade (1.18%)
- Albaneses (1.03%)
- Bósnios (0.40%)
- outros (3,50%)
- não declarados (9,56%)